# Recensement de Colombie de 1912
Le recensement de Colombie de 1912 est un recensement de la population lancé en 1912 à partir du 5 mars dans la République de Colombie. La Colombie comptait alors 5 472 604 habitants.